# پولینا پوپووا
پولینا پوپووا (به انگلیسی: Polina Popova) (زاده ۱ ژوئن ۱۹۹۵) مدل و ملکه زیبایی اهل روسیه است.
او درسال ۲۰۱۷ دختر شایسته روسیه شد.